# São Miguel das Missões
São Miguel das Missões (phát âm tiếng Bồ Đào Nha: [sɐ̃w̃ miˈɡɛw dɐz miˈsõȷ̃s]; tiếng Bồ Đào Nha cho Khu truyền giáo của Thánh Micae) còn được gọi là São Miguel Arcanjo, và trước đây tên tiếng Tây Ban Nha là Khu truyền giáo San Miguel Arcángel là một di sản thế giới của UNESCO nằm ở thị trấn São Miguel das Missões, phía tây bắc của bang Rio Grande do Sul, miền nam Brasil.

## Lịch sử
São Miguel das Missões được xây dựng từ 1735 đến khoảng 1745 với tên gọi ban đầu là San Miguel Arcángel. Đây là một trong những thuộc địa Tây Ban Nha dòng Tên ở Argentina, Brazil, Paraguay và Bolivia. Các nhà truyền giáo dòng Tên Tây Ban Nha đã thành lập khu truyền giáo với mục tiêu chuyển đổi tôn giáo cho những người Guaraní sang Cơ đốc giáo và bảo vệ người dân địa phương khỏi những người buôn bán nô lệ Bồ Đào Nha được biết đến là Bandeirantes.
Hiệp ước Madrid năm 1750 đưa khu vực từ Tây Ban Nha sang Bồ Đào Nha và các nhiệm vụ của các linh mục dòng Tên được lệnh di chuyển đến lãnh thổ Tây Ban Nha, phía tây của sông Uruguay. Các bộ lạc Guarani từ chối việc rời khỏi quê hương. Điều này dẫn đến chiến tranh Guarani, và chấm dứt của sứ mạng này sau khi một trận chiến chống lại một đội quân của hai đế quốc thực dân Bồ Đào Nha-Tây Ban Nha, dẫn đến việc thực thi lại biên giới mới được sắp xếp lại giữa hai cường quốc này.
Nhà thờ Angelopolitana được xây dựng vào những năm 1920 gần thành phố Santo Ângelo, là mô hình sau này của São Miguel das Missões. Các kiến trúc thuộc địa Tây Ban Nha của di tích và địa điểm khảo cổ của São Miguel das Missões là một phần di sản của UNESCO vào năm 1984. Các khu vực được bảo vệ bao gồm 1,229.8 km2 (474,8 mi ²). 